# Robbie van West

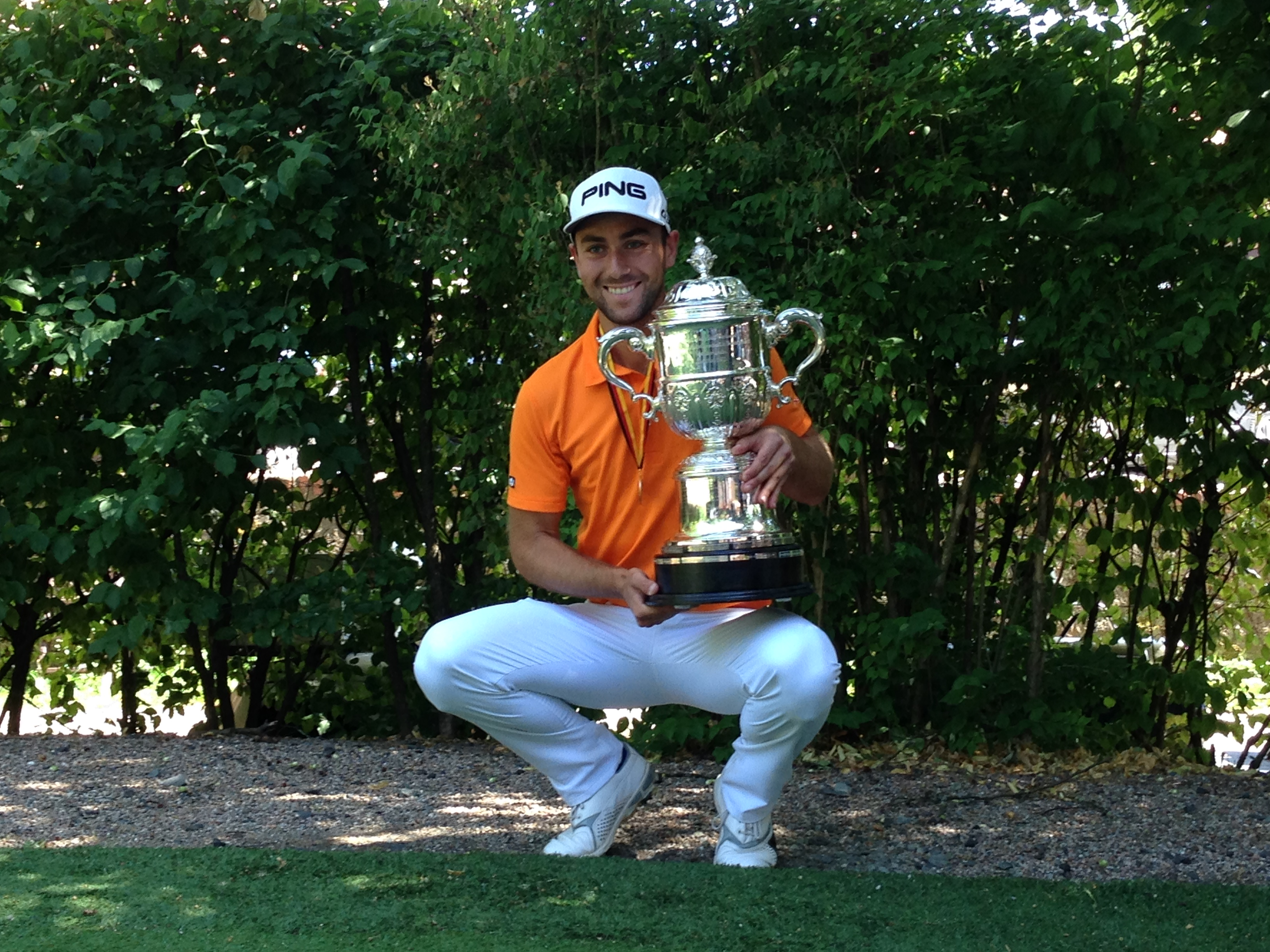
Robbie van West in 2017

Robbie van West (25 juni 1992) is een Nederlandse golfprofessional. Zijn thuisbaan is golfbaan The Dutch.

## Golfcarrière
Op 10-jarige leeftijd kwalificeerde Van West zich voor de Nederlandse C-Selectie. Van West volgde het opleidingstraject van de Nederlandse Golf Federatie tot de leeftijd van 23 jaar. Naast het spelen van verschillende nationale en internationale amateurtoernooien, speelde hij ook zeven jaar hoofdklasse competitie bij het eerste herenteam van Prise d'Eau. Met dit team werd hij twee keer landskampioen.
Van West won in 2010 het Nederlands Kampioenschap tot en met 18 jaar, in 2011 zowel het strokeplay als het matchplay kampioenschap junioren en aan het einde van het hetzelfde jaar won hij met 6569 punten de Van Lanschot Ranking. Zijn eerste internationale overwinning was het Luxemburgs Amateur Kampioenschap. Van West won met een score van -12. 
In 2013 en 2014 behaalde Van West onder meer top-10 plaatsen in de internationale amateurskampioenschappen van Portugal, Spanje en Ierland. Bij het European Amateur Team Championship eindigde hij individueel op de zevende plaats. In zijn laatste jaar als amateur golfer won Van West het Duits Amateur Kampioenschap Strokeplay op golfclub Neuhof te Frankfurt met een totaalscore van -9. Door zijn goede spel in zowel nationale als internationale wedstrijden kon hij meedoen aan het KLM Open 2011, 2012, 2014 en 2016 en eindigde tijdens de 2014 editie als eerste amateur in dit prof-toernooi.
Eind 2015 maakte Van West de overstap naar het professionele circuit. Na het behalen van First Stage van de European Qualifying School behaalde Van West speelrechten voor de 3e divisie Pro Golf Tour.
In 2025 kreeg Van West als captain het voor elkaar om met zijn team, het Heren 1 team van The Duke, met overtuiging ongeslagen kampioen te worden in de Eerste Klasse van de 36-holes Afdeling tijdens de NGF Competitie, editie voorjaar 2025. Samen met zijn team wist hij deze stijgende lijn door te trekken in de promotiewedstrijd tegen Capelle a/d IJssel (winnaar Poule H8), welke op zondag 24 mei op golfbaan de Woeste Kop werd gespeeld. Dankzij een 11-7 overwinning, waarbij hij zelf aan bijdroeg met 3 behaalde punten, kan Van West met zijn team in 2026 weer schitteren op het hoogste podium van golfend Nederland, namelijk in de Hoofdklasse.

## Gewonnen
- 2011: Nederlands Kampioenschap Strokeplay onder 21 (-4), Luxemburgs Amateur Kampioenschap met (-12)
- 2012: Nederlands Kampioen Matchplay onder de 21.
- 2015: German International Amateur Championship, Duits Amateur Heren.

## Teams
- 2014 : Deelname aan de  Eisenhower Trophy. Dit is het officiële Wereldkampioenschap bij de amateurs
- 2025: Kampioen NGF Competitie 2025: Eerste Klasse Heren 36-holes Afdeling

1. ↑  Indelingen NGF Competitie. Golf.nl - Hét platform voor golfend Nederland. Geraadpleegd op 13 mei 2025.